# 竹橋

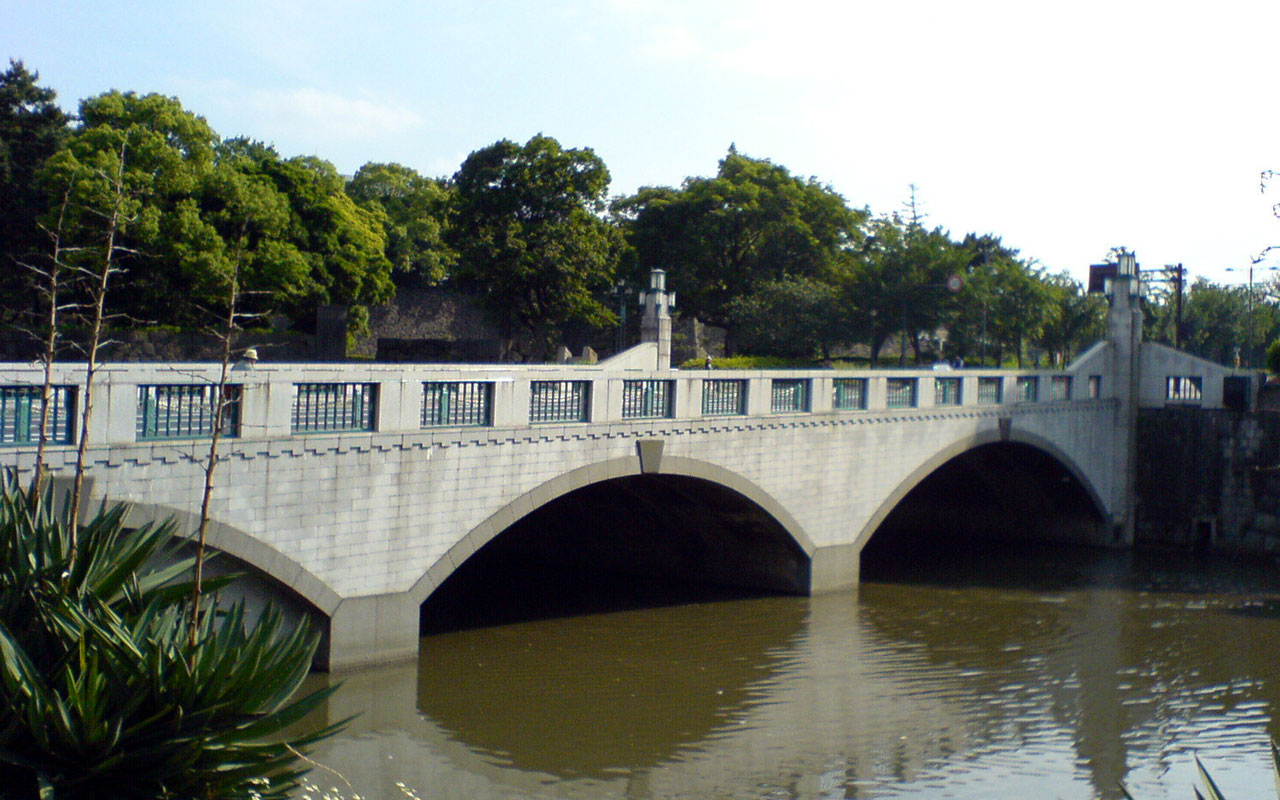
竹橋（2006年6月自東京都千代田區取景）

竹橋（日语：／ Takebashi */?），為日本東京都千代田區北之丸公園的一座橋。位於清水濠之上，連結一橋一丁目與北之丸公園。

## 概說
該橋自德川氏改封關東前便已存在。
竹橋之名除了竹子編製而成的橋之意外，也有由後北条家家臣在竹四郎居住於附近而取的在竹橋之名改稱而來的說法。
《別本慶長江戶圖》則記錄為御内方通行橋，這是由於本橋是作為前往大奥住处之道路的緣故。
而現在本橋則被神田辦公街與首都高速道路竹橋JCT（竹橋交流道）環繞著，橋上常有慢跑者與由此眺望江戶城風光的外國觀光客，展現相當不同的東京風貌。
本橋由於是內堀通和千鳥淵的交叉道路（代官町通）一部，橋的兩端坐落每日新聞東京本社、丸紅大樓、東京國立近代美術館等建築，常有汽車通行。東京地下鐵東西線的竹橋站則位於橋東。

## 竹橋事件
1878年（明治11年）8月23日橋西側的近衛砲兵大隊竹橋部隊三添卯之助、小島萬助等約260名士兵因對西南戰爭的封賞和兵役制度的不滿，殺害值星官深沢巳吉上尉後炮擊主張削減封賞的大藏卿大隈重信官邸，並於周圍住宅放火。還試圖進軍天皇所在的赤坂皇居逮捕集會中的參議們，之後遭近衛步兵隊和鎮台兵鎮壓的事件。
該事件被稱為竹橋騷動、竹橋事件或竹橋暴動，被認為是預謀性的活動而將參與騷動者三添等53人處以死刑（同年10月15日槍決）。此事件导致統一軍隊思想的軍人勅諭發布，也使得近衛兵以外的皇宮警備組織（如皇宮警察）设立了起来。
一直到太平洋戰爭結束後，本次事件的全貌才為人所知。但实际內務省判任官西村織兵衛於事件發生前便已知悉神田橋一帶將發生計畫叛亂的情報，固然立刻通知書記官，但卻無法加以阻止。

## 其他
三菱東京UFJ銀行竹橋分行以竹橋命名，但是個匯款金融服務使用的帳面分行，並無店面存在。